# Monique Jeffries
Detektivka Monique Jeffries je fiktivni lik iz serije Zakon i red: Odjel za žrtve, a igra ju Michelle Hurd.

## O liku
Detektivka Jeffries bila je detektivka u 16. postaji - Odjelu za žrtve. U početku je bila partner mnogim detektivima kao što su Brian Cassidy i Ken Briscoe, no kasnije je postala stalna partnerica Johnu Munchu, koji joj je bio partner do njezinog odlaska iz odjela. 
Ubrzo nakon što je postala Munchova partnerica, Monique Jeffries se ozlijedila u eksploziji automobila tijekom istrage slučaja. Incident ju je oslabio, te je spavala s čovjekom za kojeg je znala da je osumnjičenik u slučaju silovanja. 
U epizodi "Slaves" to je i priznala i to psihijatru koji je istraživao probleme unutar policijskih postaja. Det. Jeffries je suspendirana dok ne dobije pravilnu pomoć za svoj problem. Njezino mjesto u odjelu zauzeo je Odafin "Fin" Tutuola, koji je došao iz narkotika, a baš je ona prva osoba s kojom Fin priča po dolasku u Odjel za žrtve. Ona se predstavi i nudi mu pomoć, te saznaje da je on njezina zamjena kada mu pogleda u izvještaj. 
Jeffries je nakon toga dobila poziciju unutar zgrade Odjela za žrtve gdje je radila s podacima i nije išla istraživati slučajeve van zgrade Odjela za žrtve. Taj posao bio joj je mrzak pa je krivila Cragena jer je podržao odluku komisije. U epizodi "Asunder" daje otkaz i podiže tužbu protiv Odjela zbog diskriminacije.
Det. Jeffries je kasnije vraćena u službu i premještena je u Odjel za poroke. U seriji se pojavila još jednom u epizodi "Runaway" gdje je pomogla bivšim kolegama u lociranju odbjegle kćeri jednog policajca.